# Christian August, Prinț de Anhalt-Zerbst
Christian August, Prinț de Anhalt-Zerbst (29 noiembrie 1690 – 16 martie 1747) a fost prinț german din Casa de Ascania. El a fost conducătorul principatului de Anhalt-Zerbst. De asemenea, a fost  Generalfeldmarschall în armata prusacă. A fost tatăl Țarinei Ecaterina cea Mare a Rusiei.

## Biografie
Christian August a fost al treilea fiu al Prințului Johann Ludwig I de Anhalt-Dornburg și a Christine Eleonore de Zeutsch. După decesul tatălui său în 1704, Christian August a moștenit Anhalt-Dornburg împreună cu frații săi Johann Ludwig II, Johann Augustus (d. 1709), Christian Ludwig (d. 1710) și Johann Frederic (d. 1742).
La 22 ianuarie 1729 a devenit comandant al regimentului din Stettin, după ce a fost ales la 24 mai 1725 cavaler al Ordinului Vulturului Negru. La 28 mai 1732 a fost ridicat la rangul de general locotenent și la 8 aprilie 1741 general de infanterie. În același an, la 5 iunie, a fost numit Guvernator al Stettin. La 16 mai 1742, regele Frederic al II-lea al Prusiei i-a acordat cea mai mare distincție militară, rangul de Generalfeldmarschall.
Șase luni mai târziu, decesul vărului său Johann Augustus, Prinț de Anhalt-Zerbst, fără moștenitori l-a făcut pe el și pe fratele său mai mare Johann Ludwig II conducători ai principatului de Anhalt-Zerbst. Christian August a rămas la Stettin și fratele său a preluat guvernarea însă acesta a murit patru ani mai târziu, necăsătorit și fără copii. Din acest motiv, Christian August a trebuit să părăsească Stettin și s-a întors la Zerbst. A domnit doar patru luni înainte să moară la 56 de ani.

## Copii
S-a căsătorit la 8 noiembrie 1727 la Vechelde cu Johanna Elisabeth de Holstein-Gottorp, fiica Prințului Christian August de Holstein-Gottorp și sora regelui Adolf Frederic al Suediei. Cuplul a avut cinci copii:
1. Sophie of Anhalt-Zerbst (2 mai 1729 -17 noiembrie 1796), care mai târziu a devenit Ecaterina cea Mare, împărăteasă a Rusiei.
2. Wilhelm Christian Frederic de Anhalt-Zerbst (17 noiembrie 1730 - 27 august 1742), a murit la 12 ani.
3. Frederic Augustus, Prinț de Anhalt-Zerbst (8 august 1734 - 3 martie 1793), a murit fără copii.
4. Auguste Christine Charlotte de Anhalt-Zerbst (10 noiembrie 1736 - 24 noiembrie 1736), a murit la scurtă vreme după naștere.
5. Elisabeth Ulrike de Anhalt-Zerbst (17 decembrie 1742 - 5 martie 1745), a murit în copilărie.